# CYAN
『CYAN』（シアン）は、Argonavisの2枚目のオリジナルアルバム。2022年5月25日発売。

## 収録曲
| #   | タイトル                                                           | 作詞                         | 作曲                         | 編曲               | 時間 |
| --- | ------------------------------------------------------------------ | ---------------------------- | ---------------------------- | ------------------ | ---- |
| 1.  | 「きっと僕らは」                                                   | 中村航 田淵智也              | 田淵智也                     | 渡辺拓也           | 4:28 |
| 2.  | 「可能性」(TVアニメ『ぼくたちのリメイク』EDテーマ)                 | 北澤ゆうほ                   | 北澤ゆうほ                   | 渡辺拓也           | 3:33 |
| 3.  | 「Anthem」(舞台『ARGONAVIS the Live Stage』テーマソング)           | SHiNNOSUKE                   | SHiNNOSUKE                   | SHiNNOSUKE         | 3:32 |
| 4.  | 「心を歌いたい」                                                   | 温詞(センチミリメンタル)     | 温詞                         | 温詞               | 4:34 |
| 5.  | 「僕の日々にいつもいてよ」                                         | 温詞                         | 温詞                         | 温詞               | 3:35 |
| 6.  | 「Y」(TVアニメ『カードファイト!! ヴァンガード overDress』EDテーマ) | TAKE(FLOW)                   | TAKE(FLOW)                   | TAKE(FLOW)         | 4:01 |
| 7.  | 「迷い星」                                                         | 中村航                       | YOUSAY                       | YOUSAY             | 4:02 |
| 8.  | 「BLUE ALBUM」                                                     | 中村航                       | 渡辺拓也                     | 渡辺拓也           | 4:09 |
| 9.  | 「Reversal」                                                       | 中村航                       | 渡辺拓也                     | 渡辺拓也           | 4:14 |
| 10. | 「JUNCTION」                                                       | 中村航                       | 渡辺拓也                     | 渡辺拓也           | 3:51 |
| 11. | 「リスタート」                                                     | 北澤ゆうほ                   | 北澤ゆうほ                   | 渡辺拓也           | 4:53 |
| 12. | 「命のクリック」                                                   | 内田直孝(Rhythmic Toy World) | 内田直孝(Rhythmic Toy World) | Rhythmic Toy World | 4:26 |

| #  | タイトル                               | 作詞 | 作曲・編曲 |
| -- | -------------------------------------- | ---- | ---------- |
| 1. | 「Argonavis LIVE 2021 -きっと僕らは-」 |      |            |

## 解説
以下、音楽プロデュサーの北岡の解説から抜粋。
- "現在"のArgonavisを表現することを目指し、半数以上が新曲となった。より現実のバンドに近づけるような曲調・歌詞をイメージしている。
- タイトル「CYAN」は、2022年5月7日開催のワンマンライブ「DIVE into CYAN（より深い青へ）」のタイトル決定後に命名された[3]。
- 上述のライブ、その前後に公開されたボイスドラマ、本アルバムで一連のストーリーとして作られている。新曲のうち、当該ライブで初出発表された楽曲も多い。

### 心を歌いたい
- センチミリメンタル・温詞による書き下ろし楽曲。温詞はボーカル・伊藤昌弘が名古屋で活動していたころからの友人である縁から実現した。
- 「Argonavisの第2章」の始まりを表現するために、「弱さ」にフィーチャーした曲として制作された。暗い部分もあるが、希望に向かってもがくようなイメージで描かれた。

### 僕の日々にいつもいてよ
- センチミリメンタル・温詞による書き下ろし楽曲。
- Argonavisとしては初の明確な"ラブソング"。メディアミックスコンテンツの性質上これまでラブソングを避けてきたが、「アーティストとして恋愛をモチーフに採用しないのも違和感がある」と、制作に踏み切った。メンバー（キャラクター）の実体験が含まれるのか、客観的に物語のように描いたものなのかは想像に任せるとしている。

### 迷い星
- 的場航海にフィーチャーした楽曲。両親の離婚、それによる兄との別離、兄への感情などが描かれている。
- 作曲はFantôme IrisのサポートメンバーであるYOUSAY。ストリングスを用いた王道J-POP風の楽曲。
- 収録曲の中で最後にレコーディングされたことから「伊藤さんの歌唱力が爆発している」と語られた。

### BLUE ALBUM
- 白石万浬の家族愛をテーマにした楽曲。家族のように大切なArgonavisメンバーへの気持ちが描かれた。
- 渡辺拓也による楽曲。氏のArgonavisへの提供曲の中ではポップな曲調。

### Reversal
- 桔梗凛生（森嶋秀太）と七星蓮（伊藤）がツインボーカルで歌う楽曲。掛け合うように歌うパートや、ラップパートがある。凛生（森嶋）の低音ボーカルが活きる曲を、というイメージで作られた。
- 凛生のリアリストな面と情熱的な面が描かれている。モチーフはタロットカード。
- 「踊れるロック」「ライブの定番曲」をイメージしている。

### 命のクリック
- Rhythmic Toy Worldが制作。内田直孝が作詞・作曲し、メンバーでレコーディングを担当した。
- 聴いた者に自問自答させるようなメッセージ性の強い歌詞で、弱さや困難を肯定し勇気づけるような内容。
- Dメロの特に強いメッセージが込められたパートは五稜結人（日向大輔）が歌唱する。「プロジェクトの世界観を体現しているキャラクターは繊細でリアルな感情を持った五稜結人である」ことから。

## 評価
NoGoD・団長からは「（アルバム名の通り）とんでもなく青い」「透明感のある青もあれば青臭さ、青春感もある」「J-ROCKのアルバムとしてものすごくクオリティが高い」と評された。